# Cecília Meireles
Cecília Meireles ou Cecília Benevides de Carvalho Meireles (Rio de Janeiro, 7 de novembro de 1901 — Rio de Janeiro, 9 de novembro de 1964) foi uma jornalista, pintora, poeta, escritora e professora brasileira. É um nome canônico do modernismo brasileiro, uma das grandes poetas da língua portuguesa e é amplamente considerada a melhor poeta do Brasil, pois que tenha combatido a palavra poetisa por causa da discriminação de gênero que apenas depunha outras artistas, como se houvesse caminhos distintos para um poeta.
Ela viajou pelas Américas na década de 1940, visitando os Estados Unidos, México, Argentina, Uruguai e Chile. No verão de 1940, ela deu palestras na Universidade do Texas em Austin. Ela escreveu dois poemas sobre seu tempo na capital do Texas e um longo (800 linhas) poema socialmente consciente "EUA 1940", publicado postumamente. Como jornalista, suas colunas (crônicas) concentravam-se mais na educação, mas também em suas viagens ao exterior no hemisfério ocidental, Portugal, outras partes da Europa, Israel e Índia (onde recebeu um doutorado honorário).
Como poeta, seu estilo era principalmente neossimbolista e seus temas incluíam tempo efêmero e vida contemplativa. Embora não se preocupasse com a cor local, o vernáculo nativo ou os experimentos em sintaxe (popular), ela é considerada um dos poetas mais importantes da segunda fase do modernismo brasileiro, conhecida pelo vanguardismo nacionalista. Como ssora, ela fez muito para promover reformas educacionais e defendeu a construção de bibliotecas infantis. Entre 1935 e 1938, lecionou na universidade de curta duração do distrito federal do Rio de Janeiro.

## Biografia

### Juventude
Cecília Benevides de Carvalho Meireles nasceu no bairro Rio Comprido, na cidade do Rio de Janeiro. Seus pais eram Carlos Alberto de Carvalho Meireles, funcionário do Banco do Brasil, e Mathilde Benevides Meireles, professora da rede pública de ensino fundamental (na época, ensino primário). Antes de Cecília nascer, sua mãe havia perdido seus outros filhos: Carlos, Vítor e Carmem. Seu pai Carlos morreu três meses antes do nascimento de Cecília. Aos três anos de idade, sua mãe morreu, e Cecília se mudou para as imediações das ruas Zamenhoff, Estrela e São Carlos, passando a morar com sua avó materna, Jacinta Garcia Benevides, uma portuguesa nascida na Ilha de São Miguel, Açores, na época viúva e única sobrevivente da família. Ela criou a menina com ajuda de Pedrina, a babá da menina, que sempre lhe contava histórias à noite.
Cecília cursou o ensino fundamental na Escola Modelo Estácio de Sá, onde, ao concluir o curso em 1910, recebeu das mãos de Olavo Bilac, inspetor da escola, uma Medalha de Ouro Olavo Bilac pelo esforço e excelente desempenho "com distinção e louvor". Nessa época, a garota já demonstrava paixão por livros, chegando a escrever seus primeiros versos. Também demonstrava interesse pela música, o que a levou estudar canto, violão e violino no Conservatório Nacional de Música, pois sonhava em escrever uma ópera sobre o Apóstolo São Paulo. No entanto, posteriormente, acabou se dedicando à literatura, tendo em vista que não conseguiria desempenhar com perfeição muitas atividades simultaneamente.
Cecília Meireles possuía olhos azuis-esverdeados, era curiosa e sozinha, sobretudo porque sua avó não a deixava sair de casa para brincar, mesmo quando era chamada por outras crianças. Durante uma entrevista, Cecília disse que "em toda a vida, nunca me esforcei por ganhar e nem me espantei por perder". A infância solitária rendeu à futura escritora dois pontos que, para ela, foram positivos: "a solidão e o silêncio".

### 1917-1935: Formação acadêmica e primeiro casamento
Em 1917, aos dezesseis anos de idade, formou-se na Escola Normal do Distrito Federal, no Rio de Janeiro, onde teve como ssores o historiador Basílio de Magalhães, a escritora infantil Alexina Magalhães Pinto e o poeta Osório Duque-Estrada. Por consenso, foi escolhida como oradora do seu grupo de formatura. A partir de então, passou a lecionar. Em 24 de outubro de 1922, já tendo publicado o seu livro de estreia, casou-se com o pintor, desenhista, ilustrador e artista plástico português Fernando Correia Dias, que havia se mudado para o Brasil em abril de 1914, radicando-se no Rio de Janeiro e contribuindo para o desenvolvimento das artes gráficas no país. A união dos dois gerou três filhas: Maria Elvira, Maria Mathilde e Maria Fernanda. Além disso, a união com Correia Dias proporcionou à escritora um contato com o movimento poético em Portugal, no início do século XX, do qual Fernando Pessoa fez parte, e uma parceria na ilustração de sua obra. Porém, o casamento com o ilustrador não foi fácil: o casal passou por grandes dificuldades financeiras e o preconceito da época prejudicou o artista plástico e a ssora. Seguiu-se um período difícil de perseguição mais ou menos velada, em que durante quatro anos, por ironia e desagravo de sua capacidade pedagógica, Cecília Meireles manteve uma página diária sobre educação no Diário de Notícias. Também se encontra colaboração da sua autoria na revista luso-brasileira Atlântico.

### Carreira docente
Cecília iniciou sua carreira docente  em 1918, quando foi nomeada ssora adjunta do curso primário, na Escola Pública Deodoro. Em 29 de março de 1920, o Diretor Geral de Instrução Pública recebeu autorização do então prefeito da cidade para formar turma de desenho da Escola Normal do Distrito Federal. Ele escolheu Cecília, a pedido do arquiteto e engenheiro Fernando Nereo de Sampaio, que era responsável pela Cátedra de Desenho da Escola e fazia parte da equipe de Anísio Teixeira na Diretoria de Instrução Pública. Preocupada com a qualidade do ensino e a escassez de livros didáticos, Cecília escreveu livros para escolas primárias e publicou em 1924 o livro infantil Criança, Meu Amor, com prosas para o ensino fundamental. Ele foi adotado pela Diretoria Geral da Instrução Pública do Distrito Federal e aprovado pelo Conselho Superior de Ensino do Estado de Minas Gerais e Pernambuco, entrando na lista de leitura de livros paradidáticos. Entre os temas do livro estavam retratos, momentos do dia, animais de estimação, tarefas, sentimentos e brincadeiras.

### 1920-1930: concurso da Escola Normal e teseO Espírito Vitorioso
Cecília dedicou-se a estudar visando um concurso promovido pela Escola Normal para preencher o cargo de ssor catedrático. Em correspondências para o marido, Cecília confidenciou sua intenção de participar. Em 1930, realizou a primeira etapa do concurso, defendendo a tese "O Espírito Vitorioso", na qual defendia "a escola moderna" e destacava os princípios de liberdade, de inteligência, de estímulo à observação e à experimentação. Nessa fase, dos oito candidatos, três foram reprovados e dois desistiram em função das notas obtidas. Somente dois continuaram disputando: Cecília Meireles e Clóvis do Rego Monteiro, tendo este nota superior à de Cecília. A última fase, realizada em 26 de agosto do mesmo ano, era uma prova prática, na qual Cecília foi derrotada.

### 1935-1964
Nesse período, Cecília publica diversas obras e traduções, realizando pesquisas históricas e visitando e vivendo em pequenos intervalos em países como a Argentina, Bélgica, Holanda, EUA, Índia, Israel, e teve obras traduzidas para diversos idiomas, incluindo alemão, espanhol, francês, húngaro, inglês e italiano.
De 1935 a 1938 ela foi ssora de Literatura Luso-Brasileira e de Técnica e Crítica Literária na Universidade do Distrito Federal (que era na época no Rio de Janeiro).
Em 1940, ela deu um curso de literatura e cultura brasileira à Universidade do Texas em Austin (Estados Unidos). Ao longo da década, ela viaja pela América, passando pelo México e Chile e também visitando em 1944 o Uruguai e a Argentina, e publica uma obra em Boston em 1945. Em 1951, viaja à França, Bélgica, Holanda e Açores e se aposenta do cargo de diretora da Prefeitura do Distrito Federal.
Em 1953, viaja à Índia a convite do primeiro-ministro Jawaharlal Nehru e participa de um congresso sobre Gandhi em Goa. Em Nova Deli, recebe das mãos do presidente um título Doctor honoris causa por suas traduções da obra de Rabindranath Tagore.
Fez uma nova viagem à Europa em 1954. Em 1958, visita Israel.
Em 1962, um câncer no estômago começa a se manifestar e ela vem a falecer em 9 de novembro de 1964 no Rio de Janeiro, aos 63 anos. Foi sepultada no Cemitério São João Batista, no Rio de Janeiro.

## Carreira literária
Com dezoito anos de idade, em 1919, Cecília publicou seu primeiro livro de poemas, Espectros, lançado pela Editora Leite Ribeiro (hoje Freitas Bastos), com dezessete sonetos, escritos no tempo em que cursava a Escola Normal, e com prefácio assinado por Alfredo Gomes, que tinha sido seu ssor de Língua portuguesa e, à época, prestigioso gramático, que saudava "o coração já superiormente formado, a inteligência clara e lúcida, a intuição notável com que sabia expor pensamentos próprios e singulares até em assuntos pedagógicos" de sua aluna. O livro continha poemas sobre temas históricos, lendários, mitológicos e religiosos, tendo personagens como Cleópatra, Maria Antonieta, Judite, Sansão e Dalila, retratados em sonetos, sob influência simbologista, na musicalidade e melancolia, indo na contramão do que estava sendo publicado na época. Com diminuta tiragem, acredita-se que o livro tenha sido lançado às custas da autora. O livro ganhou uma crítica positiva de João Ribeiro, publicada no jornal O Imparcial, em que ele previa um belo futuro para Cecília. Para Darcy Damasceno, crítico do Jornal do Comércio, o livro impedia a revelação da real face criativa e espiritual de Meireles devido ao rigor das métricas e acentuação, em textos parnasianos. Durante certa época, exemplares do livro desapareceram de circulação, levantando a hipótese de que, de fato, nunca tivessem existido. Nem mesmo a família da autora tinha notícias a respeito ou qualquer exemplar da obra. Dele, o que se conhecia eram apenas fragmentos. Porém, em 2001, o livro foi reeditado e incorporado à Poesia Completa, coletânea lançada pela Nova Fronteira.
A partir daí, Cecília começou a se aproximar de escritores como Tasso da Silveira, Andrade Muricy e, entre fevereiro e março de 1922, escreveu novos poemas para compor um novo livro. Nessa época, aconteceu a Semana de Arte Moderna, em São Paulo, liderada por Oswald de Andrade, com o qual Cecília teve pouco contato. No ano seguinte, publicou Nunca Mais... E Poema dos Poemas, pela editora Leite Ribeiro, contendo vinte e um poemas e seis sonetos de caráter simbolista e com ilustrações de seu marido, Correia Dias. Posteriormente, Cecília pediu que esse livro fosse removido de sua bibliografia. Publicou em 1924 Criança, Meu Amor, seu primeiro livro infantil, com crônicas em prosa poética para o ensino fundamental, nas quais a escritora abordou realidades que as crianças gostam, como "o imaginário, o bom conselho, o humor e a fantasia". Os poemas escritos entre fevereiro e março de 1922 foram publicados em Baladas para El-Rei, lançado em 1925, pela Editora Brasileira Lux, também com ilustrações de Correia Dias, seguindo a mesma linha dos últimos dois volumes já publicados, o que acabou fazendo com que estudiosos caracterizem essa parte da vida de Cecília como um "simbolismo-tardio", movimento literário encabeçado por Tasso da Silveira.
Além de poeta, cronista, teatróloga e jornalista, Cecília também teve uma renomada carreira de tradutora literária, pelo que recebeu mais de um prêmio e reconhecimentos internacionais. Ela conhecia inglês, francês, italiano, alemão, russo, espanhol, hebraico e dialetos do grupo indo-iraniano, tendo aprendido o sânscrito e hindi. Dentre as obras que verteu ao português, destacam-se as traduções de poemas de Rabindranath Tagore, pelo que recebeu título de Doutora Honoris Causa pela Universidade de Delhi na Índia, além de Charles Dickens, François Perroux, Alexandre Pushkin, Rainer Maria Rilke, os livros Orlando, de Virginia Woolf, a Bodas de Sangue, de García Lorca, e antologias de poesia hebraica e chinesa, esta última constituída por poemas de Li Po e Du Fu.

## Homenagens

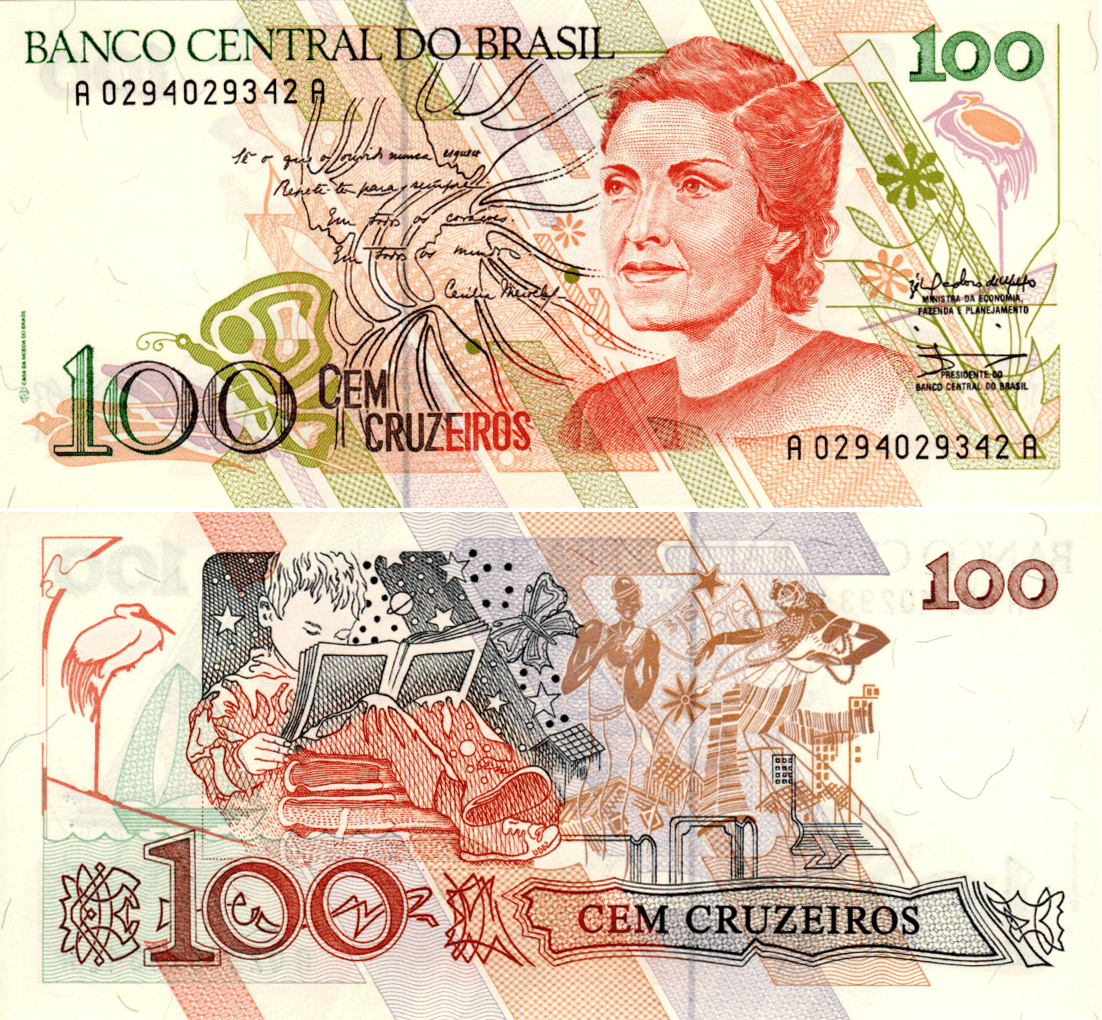
Homenagem na cédula de 100 do padrão Cruzeiro (1990–1993), ex-moeda brasileira antes do Cruzeiro Real.

- Prêmio de Poesia da Academia Brasileira de Letras, pelo livro Viagem (1938).
- Prêmio de Tradução de Obras Teatrais (1962).
- Prêmio Jabuti de Tradução de Obra Literária pelo livro Poesia de Israel (1963).
- Prêmio Jabuti de Poesia, pelo livro Solombra (1964).
- Prémio Machado de Assis (1965).
- Sócia honorária do Real Gabinete Português de Leitura.
- Sócia honorária do Instituto Vasco da Gama (Goa).
- Doutora "honoris causa" pela Universidade de Delhi, Índia (1953).[27]
- Oficial da Ordem do Mérito (Chile).

Nos Açores, de onde eram oriundos os seus pais, o nome de Cecília Meireles foi dado à escola básica da freguesia de Fajã de Cima, concelho de Ponta Delgada, terra de sua avó materna, Jacinta Garcia Benevides.
Após sua morte, recebeu como homenagem a impressão de uma cédula de cem cruzados novos. Esta cédula com a efígie de Cecília Meireles, lançada pelo Banco Central do Brasil, no Rio de Janeiro, em 1989, seria mudada para cem cruzeiros, quando houve a troca da moeda pelo governo de Fernando Collor.

## Obras

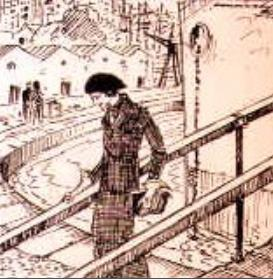
Cecília Meireles em Lisboa. Desenho de seu primeiro marido, Fernando Correia Dias

Estas são algumas das obras publicadas por Cecília Meireles:
- Espectros, 1919
- Criança, meu amor, 1923
- Nunca mais, 1923
- Poema dos Poemas, 1923
- Baladas para El-Rei, 1925
- O Espírito Vitorioso, 1929
- Saudação à menina de Portugal, 1930
- Batuque, samba e Macumba, 1933
- A Festa das Letras, 1937
- Viagem, 1939
- Olhinhos de Gato,1940
- Vaga Música, 1942
- Poetas Novos de Portugal, 1944
- Mar Absoluto, 1945
- Rute e Alberto, 1945
- Rui — Pequena História de uma Grande Vida, 1948
- Retrato Natural, 1949
- Problemas de Literatura Infantil, 1950
- Amor em Leonoreta, 1952
- Doze Noturnos de Holanda e o Aeronauta, 1952
- Romanceiro da Inconfidência, 1953
- Poemas Escritos na Índia, 1953
- Batuque, 1953
- Pequeno Oratório de Santa Clara, 1955
- Pistoia, Cemitério Militar Brasileiro, 1955
- Panorama Folclórico de Açores, 1955
- Canções, 1956
- Giroflê, Giroflá, 1956
- Romance de Santa Cecília, 1957
- A Bíblia na Literatura Brasileira, 1957
- A Rosa, 1957
- Obra Poética,1958
- Metal Rosicler, 1960
- Poemas de Israel, 1963
- Antologia Poética, 1963
- Solombra, 1963
- Ou Isto ou Aquilo, 1964
- Escolha o Seu Sonho, 1964
- Crônica Trovada da Cidade de San Sebastian do Rio de Janeiro, 1965
- O Menino Atrasado, 1966
- Poésie (versão francesa), 1967
- Antologia Poética, 1968
- Poemas Italianos, 1968
- Poesias (Ou isto ou aquilo& inéditos), 1969
- Flor de Poemas, 1972
- Poesias Completas, 1973
- Elegias, 1974
- Flores e Canções, 1979
- Poesia Completa, 1994
- Obra em Prosa - 6 Volumes - Rio de Janeiro, 1998
- Canção da Tarde no Campo, 2001
- Poesia Completa, edição do centenário, 2001, 2 vols. (Org.: Antonio Carlos Secchin. Rio de Janeiro: Nova Fronteira)
- Crônicas de educação, 2001, 5 vols. (Org.: Leodegário A. de Azevedo Filho. Rio de Janeiro: Nova Fronteira)
- Episódio Humano, 2007

Uma obra bastante particular e pouco conhecida de Cecília Meireles é o infanto-juvenil Olhinhos de Gato. Baseado na vida de Cecília, conta sua infância depois que perdeu sua mãe Matilde Benevides Meireles e como foi criada por sua avó D. Jacinta Garcia Benevides (chamada Boquinha de Doce no livro)[carece de fontes?]
Cecília é considerada uma das maiores poetas do Brasil. Raimundo Fagner gravou várias músicas tendo seus poemas como base, como "Canteiros" e "Motivo".[carece de fontes?]

## Outros textos
- 1947 - Estreia "Auto do Menino Atrasado", direção de Olga Obry e Martim Gonçalves. música de Luís Cosme; marionetes, fantoches e sombras feitos pelos alunos do curso de teatro de bonecos.
- 1956/1964 - Gravação de poemas por Margarida Lopes de Almeida, Jograis de São Paulo e pela autora (Rio de Janeiro - Brasil)
- 1965 - Gravação de poemas pelo ssor Cassiano Nunes (Nova York - EUA).
- 1972 - Lançamento do filme "Os inconfidentes", direção de Joaquim Pedro de Andrade, argumento baseado em trechos de "O Romanceiro da Inconfidência".